# موتور فاکس
موتور فاکس (به انگلیسی: Fox Engine) یک نرم‌افزار انحصاری چندسکویی و موتور ساخت بازی است که توسط استودیوی ژاپنی کوجیما پروداکشنز برای بازی‌های ویدئویی شرکت کونامی ساخته شده‌است. طراحی و ساخت این موتور پس از اتمام متال گیر سالید ۴: سلاح‌های میهن‌پرستان در سال ۲۰۰۸ با هدف ساخت برترین موتور بازی جهان آغاز شد. فوتبال تکاملی حرفه‌ای ۲۰۱۴ اولین عنوانی به‌شمار می‌رفت که از موتور فاکس استفاده کرده بود. بر طبق گفته‌های هیدئو کوجیما، کوجیما پروداکشنز از موتور فاکس در تمامی بازی‌های آینده خود بهره خواهد برد. در حالی که چندی پس از عرضه عنوان متال گیر سالید ۵: فانتوم پین، هیدئو کوجیما بر سر اختلافاتی که با کونامی داشت از این شرکت جدا شد و حق استفاده از این موتور در انحصار کونامی باقی ماند.
این موتور برای اولین بار در کنفرانس مطبوعاتی کونامی در ۳ ژوئن ۲۰۱۱ به مناسبت بیست و پنجمین سالگرد مجموعه بازی متال گیر رونمایی شد. نام موتور فاکس از روی نیروهای ویژه ساختگی ارتش آمریکا، به نام فاکس‌هاند در این سری بازی گرفته شده‌است.

## بازی‌های استفاده کننده از موتور فاکس
| عنوان                              | سال  | پلتفرم(ها)                                                            | سبک(ها)                |
| ---------------------------------- | ---- | --------------------------------------------------------------------- | ---------------------- |
| فوتبال تکاملی حرفه‌ای ۲۰۱۴          | ۲۰۱۳ | مایکروسافت ویندوز، پلی‌استیشن ۳، اکس‌باکس ۳۶۰                           | ورزشی                  |
| متال گیر سالید: گراند زیروز        | ۲۰۱۴ | مایکروسافت ویندوز، پلی‌استیشن ۳، پلی‌استیشن ۴، اکس‌باکس ۳۶۰، اکس‌باکس وان | مخفی‌کاری، اکشن-ماجرایی |
| فوتبال تکاملی حرفه‌ای ۲۰۱۵          | ۲۰۱۴ | مایکروسافت ویندوز، پلی‌استیشن ۳، پلی‌استیشن ۴، اکس‌باکس ۳۶۰، اکس‌باکس وان | ورزشی                  |
| متال گیر سالید ۵: فانتوم پین       | ۲۰۱۵ | مایکروسافت ویندوز، پلی‌استیشن ۳، پلی‌استیشن ۴، اکس‌باکس ۳۶۰، اکس‌باکس وان | مخفی‌کاری، اکشن-ماجرایی |
| فوتبال تکاملی حرفه‌ای ۲۰۱۷          | ۲۰۱۶ | مایکروسافت ویندوز، پلی‌استیشن ۳، پلی‌استیشن ۴، اکس‌باکس ۳۶۰، اکس‌باکس وان | ورزشی                  |
| فوتبال تکاملی حرفه‌ای ۲۰۱۸          | ۲۰۱۷ | مایکروسافت ویندوز، پلی‌استیشن ۳، پلی‌استیشن ۴، اکس‌باکس ۳۶۰، اکس‌باکس وان | ورزشی                  |
| متال گیر سروایو                    | ۲۰۱۸ | مایکروسافت ویندوز، پلی‌استیشن ۴، اکس‌باکس وان                           | بقا                    |
| فوتبال تکاملی حرفه‌ای ۲۰۱۹          | ۲۰۱۸ | مایکروسافت ویندوز، پلی‌استیشن ۴، اکس‌باکس وان                           | ورزشی                  |
| ئی‌فوتبال فوتبال تکاملی حرفه‌ای ۲۰۲۰ | ۲۰۱۹ | مایکروسافت ویندوز، پلی‌استیشن ۴، اکس‌باکس وان                           | ورزشی                  |